# Salix madagascariensis
Salix madagascariensis är en videväxtart som beskrevs av Boj. och Anderss.. Salix madagascariensis ingår i släktet viden, och familjen videväxter. Inga underarter finns listade i Catalogue of Life.